# أم الراكة
أم الراكة هو أحد المراكز الإدارية التابعة لمحافظة بحرة، بمنطقة مكة المكرمة، المملكة العربية السعودية.

## وصف المركز
يبعد المركز عن إمارة منطقة مكة المكرمة حوالي 55 كيلو متر، باتجاه جنوب شرق مكة، نوع الطريق المؤدي لمكة المكرمة أسفلت بحوالي 40 كم وطريق وعر بحوالي 15 كم. خدمات التعليم تشمل مدرسة وادي ضيم الابتدائية ومدرسة وادي ضيم المتوسطة بنين، ومدرسة وادي ضيم الابتدائية ومدرسة وادي ضيم المتوسطة بنات. أما الخدمات الصحية فيوجد في المركز مركز أم الراكة للرعاية الصحية الأولية. بالإضافة لوجود مركز إداري وخدمة بلدية وخدمة بريد وبث تلفزيوني. القرى التي تتبع المركز:
- الحميدية.
- أم دوحه.